# 威廉·路德維希 (安哈特-哈茨格羅德)
威廉·路德維希（德語：Wilhelm Ludwig，1643年8月18日—1709年10月14日），安哈特-哈茨格羅德親王，腓特烈與約翰娜·伊莉莎白之子。

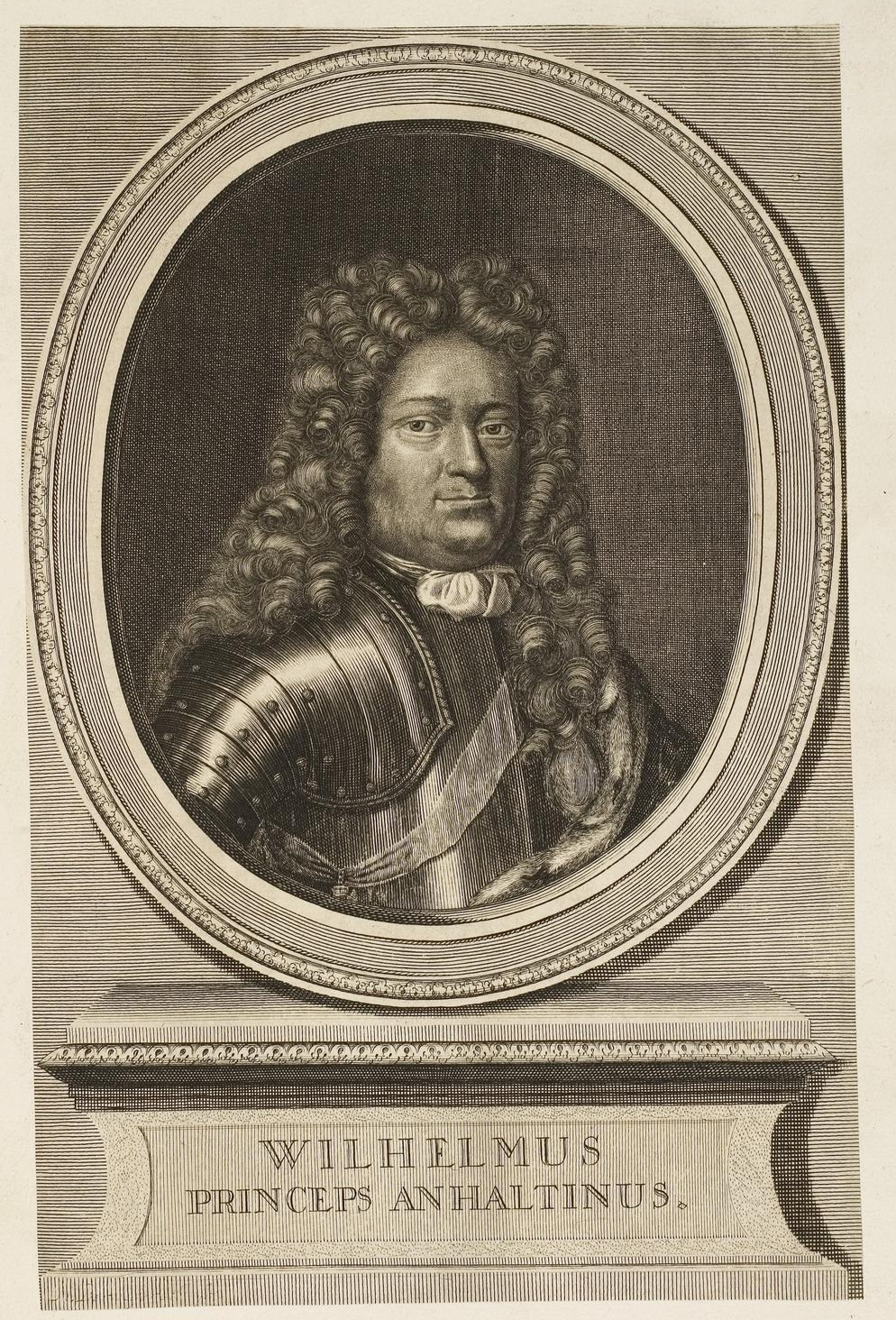
威廉·路德維希

1671年，威廉·路德維希與索爾姆斯-勞巴赫的伊莉莎白·朱麗安（Elisabeth Juliane）結婚，兩人沒有子女。
1695年，威廉·路德維希與拿騷-迪倫堡親王海因里希的女兒索菲·奧古斯塔結婚，兩人沒有子女。